# HOOK2
HOOK2‏ (Hook microtubule tethering protein 2) هوَ بروتين يُشَفر بواسطة جين HOOK2 في الإنسان.